# Charles Cournault
Pour les articles homonymes, voir Cournault.
Charles Cournault  est un dessinateur et artiste peintre français né le 9 novembre 1815 à Langres, et mort le 28 janvier 1904 à Malzéville.

## Biographie
Charles Cournault est le fils d'Henry Cournault (1783-1856), polytechnicien de la promotion X 1798, il a alors 15 ans et demi à son entrée, et avait dans sa promotion Prosper de Barante, Pierre Berthier, Siméon Denis Poisson, le général Valazé. Il est passé par l'école d'application du Génie de Metz, et a servi dans toutes les campagnes napoléoniennes avant d'être mis en non-activité en 1814, puis ayant repris du service en 1816 pour finir colonel du génie avant de se retirer à Toul en 1836. Il s'est adonné alors aux sciences et à l'histoire locale jusqu'à sa mort en 1856.
Il est bachelier ès lettres en 1833. Il a commencé par des études de droit et d'histoire. Amateur d'art, il a poursuivi par une formation artistique à Paris. Il a été un élève de Nicolas-Toussaint Charlet et d'Eugène Delacroix. Fortement influencé par Delacroix et par des voyages en Algérie entre 1840 et 1846, l'artiste rapporta de remarquables dessins rehaussés d'aquarelles représentant des paysages, des monuments et des personnages. Il a eu des contacts plus étroits avec Delacroix entre 1847 et 1851, partageant le même intérêt pour l'Afrique du Nord. Cette amitié a diminué après le mariage de Charles Cournault avec Adélaïde Hamburger, en 1852, dont la famille avait une maison au bord de la Meurthe, et modifié ses centres d'intérêt. Il a transformé, en 1856, cette maison familiale de Malzéville en maison de style mauresque : la Douëra, propriété du Douaire.

## Carrière archéologique
Sa passion pour l'histoire et l'archéologie l'amène à être élu membre d'un grand nombre de sociétés savantes : la Société orientale de Paris, la Société historique et archéologique de Langres, l'Académie de Stanislas où il présenté par Alexandre de Metz-Noblat le 14 mai 1858, la Société d'archéologie lorraine, le 8 novembre 1858. Il est nommé en 1859 membre correspondant du Comité du Musée lorrain. L'augmentation des collections du musée nécessitant la création d'un conservateur, il est nommé à l'unanimité le premier conservateur du Musée lorrain en 1861. Il préside la Société d'Archéologie lorraine de février à novembre 1888.
En 1866, il rejoint la Commission de Topographie des Gaules, dont il devient un des correspondant les plus actifs. En 1867, il est intégré, en tant que correspondant, à la commission consultative du musée des Antiquités nationales, dont le rôle est d'assister et de soutenir le développement du musée de Saint-Germain dans la constitution de ses collections d'archéologie préhistorique, celtique et gallo-romaine.
En 1870, Cournault dirige les fouilles du cimetière mérovingien de Liverdun qui seront publiées en 1871. Cette année-là, il assiste à la destruction des collections du Musée lorrain, qui étaient rassemblées dans l'ancien Palais ducal de Nancy, ravagé par un incendie. Avec quelques confrères, il entreprend alors de reconstituer les collections du musée. Il acquiert notamment pour le Musée lorrain le « trésor de Frouard », contenu d'un dépôt d'outils et d'éléments de parure datant de l'âge du Bronze final découvert en 1872. Cournault occupera cette fonction de conservateur du Musée lorrain pendant trente ans.
Ami de Ferdinand Keller, Président de la Société des Antiquaires de Zürich, Cournault effectue de fréquents séjours en Suisse à partir de 1874. il négocie alors pour le musée de Saint-Germain l'acquisition d'éléments de mobilier de la grotte du Kesslerloch à Thayngen, qui livré du matériel d'époque magdalénienne associé à d'exceptionnelles représentations gravées sur os de renne et de cheval: ce sont alors les tout premiers témoignages d'art paléolithique découverts en Suisse. Cournault s'occupe également de faire acquérir par le musée des Antiquités nationales un échantillon représentatif du mobilier de la "station lacustre" d'époque néolithique découverte à Wangen, sur la rive du Lac de Constance. Là encore, il s'agit d'un ensemble exceptionnel, puisque la trouvaille de Wangen constitue la première découverte d'habitat lacustre préhistorique en Allemagne. A titre personnel, Cournault dépose au musée de Saint-Germain des échantillons d'éléments en terre cuite du Briquetage de la Seille, recueilli aux environs de Marsal (Moselle).
Le grand oeuvre de Charles Cournault est néanmoins la réalisation d'un vaste Album archéologique, dont la réalisation l'occupe pendant une vingtaine d'années, du début des années 1860 au début des années 1880. Ce recueil réunit les relevés aquarellés, effectués par Cournault, d'une série collections publiques et privées de France, Suisse, Allemagne, Autriche et Hongrie, qui conservent des pièces archéologiques, principalement d'époque pré-romaine. Il bénéficie pour ce faire de plusieurs missions financées par le Ministère de l'Instruction publique en Allemagne, Autriche-Hongrie et Suisse en 1875, 1876 et 1879. Faute de financement, ce projet s'éteint de lui-même semble-t-il en 1881.
Le Cabinet des estampes de la Bibliothèque nationale possède une série de huit volumes de relevés de Cournault. Quatre Albums archéologiques Cournault sont conservés par ailleurs au musée d'Archéologie nationale, anciennement musée des Antiquités nationales de Saint-Germain-en-Laye. Le volume total des dessins d'objets archéologiques produits par Cournault est estimé à environ 10 000; néanmoins ce chiffre est manifestement sous-évalué.
En 1891, Charles Cournault quitte ses fonctions de conservateur du Musée lorrain, tout en conservant le titre de conservateur honoraire du musée.

## Famille
- François Cournault (vers 1753-1827), conseiller, juge, magistrat au bailliage et siège présidial de Langres
  - Henry Cournault marié en premières noces en 1815 à Charlotte Louise Justine Aved de Magnac (1796-1818) apparenté à Joseph Aved, marié en secondes noces en 1828 avec Françoise Julie de Gouvion
    - Charles Cournault, (1815-1904) il se marie le 28 décembre 1852 avec Adélaïde Hamberger, fille du commandant Hamberger qui possède une maison à Malzéville,
      - Abel Cournault (1856-1939), amateur de plantes rares qui a enrichi les collections familiales,
        - Étienne Cournault, peintre sur verre, décorateur et graveur qui s'est installé à Malzéville en 1930 où il est mort en 1948.

      - Mathilde Edith Edwige Cournault (1858-1921)

    - Édouard Cournault (1818- ), sous-préfet de Mirecourt en 1848, conseiller général de Meurthe-et-Moselle, marié en 1875 à Hélène Joséphine de Bertrand de Beuvron (1847-1905)
      - Charles Henri Cournault (1876-1963)

  - Nicolas Cournault

## Publications

### Ouvrages
- Jean Lamour, serrurier du roi Stanislas à Nancy, Librairie de l'art, J. Rouam éditeur, Paris, 1886 (lire en ligne)
- Ligier Richier, statuaire lorrain du XVIe siècle, Librairie de l'art, J. Rouam éditeur, Paris, 1887 (lire en ligne)

### Articles
- « De l'usage des rouelles chez les Gaulois », Journal de la Société d'archéologie et du Comité du Musée lorrain, 1865, 14e année, p. 139-141 (lire en ligne)
- « Sépultures du cimetière mérovingien de Liverdun (Meurthe) », Mémoires de la Société d'archéologie lorraine, 1871, p. 65-87 (lire en ligne)
- « Refuge de Tincry », Journal de la Société d'Archéologie lorraine, 1873, p. 152-154.
- « Trouvailles faites à Sion », Journal de la Société d'Archéologie lorraine, 1873, p. 154-156.
- « À propos d'une acquisition faite par le Comité du Musée lorrain »,Journal de la Société d'archéologie lorraine, 1874, 23e année, p. 77-84 (lire en ligne)
- « Les autels de Deneuvre », Journal de la Société d'archéologie lorraine, 1874, 23e année, p. 105-108 (lire en ligne)
- « Une œuvre de l'enlumineur François Oudet, de Metz », Journal de la Société d'archéologie lorraine, 1880, 29e année, p. 101-108 (lire en ligne)
- « Note sur les sépultures antiques trouvées à Tarquimpol en 1884 et quelques fragments de monuments », Journal de la Société d'Archéologie lorraine, 1884, p. 211-214.
- « Claude Callot, peintre de la cour de Pologne (1623-1687), traduction d'un article d'Alwin Schulz », Journal de la Société d'Archéologie lorraine, 1876, p. 46-51.
- « Note sur le Briquetage de la Seille à Marsal », Journal de la Société d'Archéologie lorraine, 1885, p. 35-37.
- « La Cité d'Affrique », Journal de la Société d'Archéologie lorraine, 1885, p. 183-185.
- « Cimetière mérovingien à Tantonville » Journal de la Société d'Archéologie lorraine, 1889, p. 290-295.
- « Instruments d'agriculture d'époque gauloise », Journal de la Société d'archéologie lorraine, 1890, 39e année, p. 291-291 (lire en ligne)
- « Note sur les peintures de l'église de Malzéville », Journal de la Société d'Archéologie lorraine, 1896, p. 269-273.